# 上野十蔵
上野 十蔵（うえの じゅうぞう、1892年3月10日 - 1972年11月18日）は日本の実業家。中外製薬創業者・元代表取締役社長。

## 来歴・人物
鹿児島県薩摩郡隈之城郷（現在の鹿児島県薩摩川内市の一部）出身。実業家三代目上野喜左衛門の甥。
1916年東京高等商業学校（現一橋大学）卒業、三井鉱山入社。高等商業学校ではボート部に所属。
その後貿易会社大正貿易商会のニューヨーク支店長を務めたが、会社が倒産。関東大震災で子供をかばったまま死んだ母親の死体を見て衝撃を受け、1925年、32歳で中外新薬商会（現中外製薬）を設立。1942年に中外製薬に改組・改名。
製造工程のオートメーション化により、「グロンサン」などの大量生産に成功。同時に広告戦略を巧みに使い、業容を拡大。1962年には日本宣伝賞を受賞。
しかし証券不況のあおりを受け業績悪化。本社売却、人員削減、商品戦略の見直しを行い、1966年4月、会社再建のめどをつけ、社長を退任。娘婿に譲る。
1972年11月18日、南青山の自宅で心筋梗塞のため死去。享年80。墓所は青山霊園(1ロ-12-7)。
豪快な人柄で知られた。1日の仕事時間は20時間。

## 親族
中外製薬第2代社長の上野公夫は娘婿。第4代社長の永山治は公夫の娘婿。中外製薬副会長の上野幹夫は孫。南国殖産創業者・貴族院多額納税者議員・参議院議員の五代目上野喜左衛門は従兄の長男。